# Emigrantenliteratuur
De  Duitse Emigrantenliteratuur  of Duitse Exilliteratuur bestond tussen 1933 en 1945. Zij werd geschreven door de Duitse schrijvers die na de machtsovername door Hitler in 1933 gedwongen werden naar andere landen uit te wijken om te kunnen blijven publiceren; de boekverbrandingen in Berlijn op 10 mei van datzelfde jaar vormden daarbij het keerpunt.  
Tot de tragiek van veel exilauteurs behoort, dat veel Europese landen waartoe zij hun toevlucht hadden gezocht, later alsnog door de nazi's werden bezet, zodat zij opnieuw moesten emigreren (meestal naar de Verenigde Staten) of onderduiken. Voor de bezetting in 1940 vonden tal van exilauteurs, onder wie vele joden en communisten, hun toevlucht in Nederland.

## Auteurs en belangrijkste exilcentra
Tussen 1933 en 1939 ontstonden levendige centra van Duitse exilauteurs in onder andere Parijs, Amsterdam, Stockholm, Zürich, Praag, Moskou, New York en Mexico, waar onder vaak moeilijke omstandigheden uitgeverijen werden opgezet. Bekende uitgeverijen voor emigrantenliteratuur waren Em. Querido's Uitgeverij en Verlag Allert de Lange in Amsterdam. Wereldwijd waren er 812 uitgeverijen met het uitgeven van exilliteratuur werkzaam. Bij 400 daarvan verscheen slechts één uitgave, bij 352 tussen de twee en negen uitgaven, bij 54 meer dan tien en bij zes waren dat er meer dan vijftig. Bij de Uitgeverij voor Buitenlandse Arbeiders in Moskou werden 114 exilboeken gepubliceerd, bij Oprecht/Hebling, Europa Verlag, Der Aufbau en Die Gestaltung in Zürich zagen 141 exilboeken het licht en bij Bermann/Fisher in Wenen en Stockholm werden 84 exilboeken uitgegeven. In Nederland werden bij 49 uitgeverijen in totaal ruim 300 exilboeken uitgebracht. 
Tot de bekendste exilauteurs behoren Bertolt Brecht, Hermann Broch, Ernst Bloch, Alfred Döblin, Lion Feuchtwanger, Bruno Frank, A. M. Frey, Oskar Maria Graf, Heinrich Eduard Jacob, Hermann Kesten, Annette Kolb, Siegfried Kracauer, Emil Ludwig, Heinrich Mann, Klaus Mann, Thomas Mann, Ludwig Marcuse, Robert Neumann, Erich Maria Remarque, Ludwig Renn, Joseph Roth, Irmgard Keun, Alice Rühle-Gerstel, Otto Rühle, Felix Salten, Adam Scharrer, Alice Schwarz-Gardos, Anna Seghers, B. Traven, Franz Werfel, Bodo Uhse, Balder Olden, Rudolf Olden, Max Brod en Arnold Zweig.
De schrijvers Ernst Toller, Walter Hasenclever, Walter Benjamin, Kurt Tucholsky, Stefan Zweig en Klaus Mann pleegden zelfmoord na hun emigratie.
Andere belangrijke auteurs bleven in Duitsland, maar mochten daar niets meer publiceren; zij trokken zich terug in de innerlijke emigratie. Tot deze groep behoren Stefan Andres, Gottfried Benn, Reinhold Schneider, Werner Bergengruen, Erich Kästner, Ernst Kreuder, Gertrud von Le Fort, Ernst Wiechert en Ehm Welk.
Een bijzondere richting in de emigrantenliteratuur wordt gevormd door de joodse exilliteratuur. De bekendste vertegenwoordigers daarvan zijn Nelly Sachs (Nobelprijs 1966) en Else Lasker-Schüler.
De joodse emigrantenliteratuur speelt ook een belangrijke rol in de Jiddischtalige centra van de Verenigde Staten. De bekendste vertegenwoordiger van deze richting is Isaac Bashevis Singer, die in 1978 de Nobelprijs voor Literatuur kreeg.

## Nederland

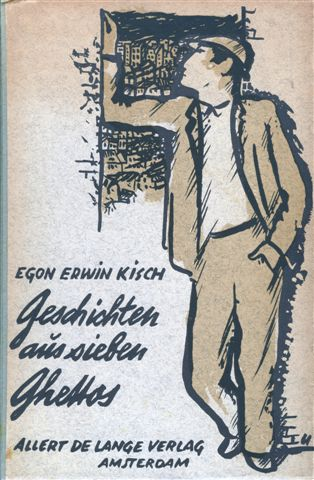
Boekbandontwerp van Paul Urban

De belangrijkste Nederlandse uitgevers bij wie de emigranten met hun manuscripten terechtkonden, waren Emanuel Querido (1871-1943) en uitgeverij Allert de Lange.
Bij Querido werd de nieuwe exiluitgeverij Querido Verlag opgericht, waar tussen 1933 en 1940 ongeveer 110 boeken in het Duits werden uitgegeven. Directeur daarvan werd Fritz Helmut Landshoff (1901-1988), die afkomstig was van de joodse uitgeverij Gustav Kiepenheuer (1880-1949) te Berlijn. Hij kwam begin 1933 naar Nederland; doordat hij in 1940 op zakenbezoek was in Engeland ontkwam hij aan de Duitse bezetting. 
Bij Allert de Lange werd de nieuwe uitgeverij Verlag Allert de Lange gedoopt; hier werden in dezelfde periode 90 Duitstalige uitgaven gepubliceerd onder supervisie van Hermann Kesten (1900-1996) en Walter Landauer (1902-1944). Ook zij waren afkomstig van uitgeverij Kiepenheuer. Kesten bevond zich tijdens de Duitse inval in 1940 in Frankrijk en kon uitwijken naar Amerika. Landauer moest onderduiken, maar werd later door de nazi's gegrepen en stierf in 1944 in het concentratiekamp Bergen-Belsen. 
Bij diverse andere Nederlandse uitgevers werden boeken van genoemde auteurs in het Duits gepubliceerd. Ook waren er tal van (meer of minder gezaghebbende) literaire exiltijdschriften. De belangrijkste daarvan waren die Sammlung, dat tussen 1933 en 1935 bij Querido werd uitgegeven, en das neue Tagebuch, dat van 1935 tot 1940 in Parijs verscheen bij 'de Nederlandsche Uitgeverij.'
Bij Boekenvrienden Solidariteit en Het Nederlandsch Boekengilde van Heinz Kohn, zoon van een Joodse textielfabrikant, werd emigrantenliteratuur in het Nederlands uitgegeven.
Van de exilauteurs die de bezetting in Nederland overleefden is de bekendste Konrad Merz, die wegens zijn Joodse afkomst moest onderduiken in Ilpendam. Hij overleefde de oorlog, maar het manuscript van zijn belangrijke roman Generation ohne Väter, dat nog niet was gepubliceerd, verdween; pas lang na de oorlog dook het weer op om in 1999 alsnog te verschijnen.
Menno ter Braak bemoeide zich ook intensief met de literatuur van de Duitse emigranten. Onder de Duitse schrijvers die hij protegeerde waren onder meer Erich Noth, Konrad Merz en Nobelprijswinnaar Thomas Mann, met wie hij tot zijn dood bevriend bleef en die na de oorlog een bijzonder In memoriam aan hem wijdde.

## Andere emigrantenliteratuur
Emigrantenliteratuur wordt voortgebracht in veel plaatsen waar ballingen wonen. Vaak beginnen literatuurstijlen in ballingschap en in het thuisland dan uit elkaar te lopen. Een voorbeeld hiervan is de Tibetaanse literatuur. Met de Tibetaanse diaspora ontwikkelde zich in de ballingsoorden van Tibetanen in India, Nepal, maar ook daarbuiten met grote snelheid een omvangrijke reproductie van alle religieuze kennis die de lama's uit hun hoofd hadden geleerd of aan geschriften hadden meegenomen. Ook de moderne literatuur van romans en gedichten die beïnvloed was door Indische en Westerse stijlen, begon in ballingschap vrijwel meteen vanaf 1950, terwijl deze in Tibet een eerste stap maakte rond 1985 en een voorzichtige versnelling kent sinds 2000.